# Artiglio di Archimede
L'artiglio di Archimede (greco: Ἁρπάγη), o mano di ferro, era un'antica arma ideata da Archimede per difendere le mura di Siracusa dagli assalti nemici.

## Descrizione

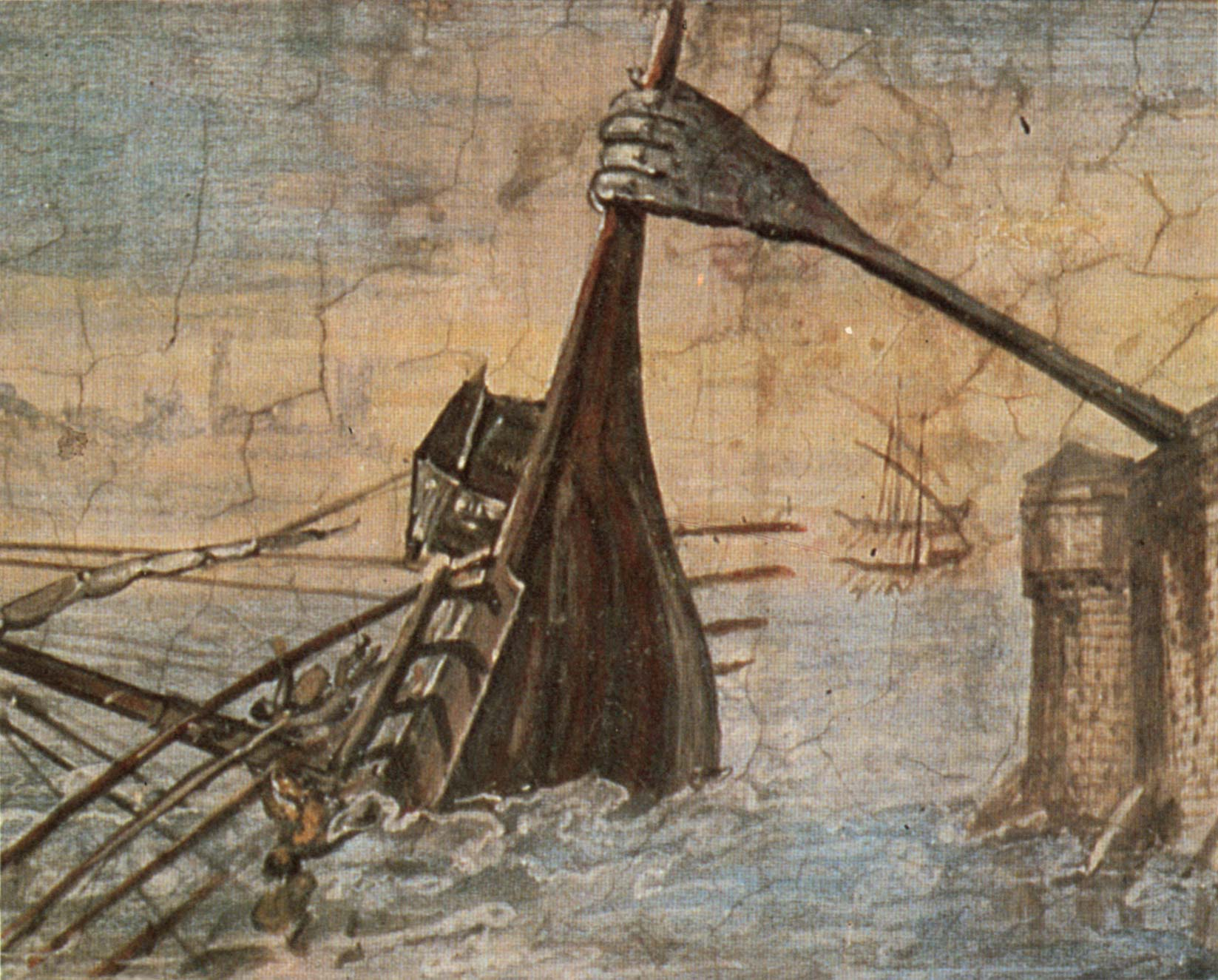
Quadro di Giulio Parigi rappresentante l'artiglio di Archimede.

Nonostante la sua vera natura non sia chiara, i racconti degli antichi storici sembrano descriverla come una sorta di gru armata con un gancio attaccato ad una corda in grado di sollevare parzialmente le navi nemiche dall'acqua, per poi farla rovesciare o cadere.
Queste macchine furono usate soprattutto durante la seconda guerra punica nel 214 a.C., quando la Repubblica romana attaccò Siracusa con una flotta composta di almeno 120 quinquereme guidate da Marco Claudio Marcello. Quando la flotta romana si avvicinò alle mura cittadine approfittando dell'oscurità, furono usate le macchine, affondando molte navi e spargendo la confusione negli assalitori. Storici come Polibio e Tito Livio attribuiscono molte perdite romane a questi macchinari, assieme all'uso delle catapulte inventate anch'esse da Archimede.
Il funzionamento di questa invenzione fu testato nel 1999 all'interno di un programma della BBC, Secrets of the Ancients, e poi di nuovo nel 2005 da Discovery Channel in Superweapons of the Ancient World riunendo un gruppo di ingegneri, i quali in sette giorni riuscirono a testare la loro creazione, sollevando ed affondando una nave romana. Nonostante questo non provi l'esistenza dell'artiglio, perlomeno ne dimostra la fattibilità.